# Damaeus flagellifer
Damaeus flagellifer är en kvalsterart som beskrevs av Michael 1890. Damaeus flagellifer ingår i släktet Damaeus och familjen Damaeidae. Inga underarter finns listade i Catalogue of Life.